# José Luis Gallardo Montes
José Luis Gallardo Montes (Barcelona, 12 de setembre de 1971) és un exfutbolista català, que ocupava la posició de defensa.

## Trajectòria[1]
Comença a destacar a les files del RCD Espanyol, amb qui debuta a primera divisió a la temporada 91/92, tot jugant 4 partits amb l'equip perico. L'any següent és cedit a la UE Lleida. De nou a l'Espanyol, a la campanya 93/94 hi juga 13 partits i marca un gol, l'any en què els blanc-i-blaus militen a Segona Divisió.
Sense continuïtat a l'Espanyol, posteriorment militaria a Segona Divisió amb el CD Badajoz, on disputaria 57 partits en dues temporades. També hi jugaria al Xerez CD, Recreativo de Huelva,al Palamós CF i va acabar la seva etapa com a jugador a l'AD Guíxols.